# Водопроводный переулок (Москва)
Водопрово́дный переулок — улица в центре Москвы в Мещанском районе Центрального административного округа между Большой Переяславской улицей и Крестовским путепроводом. Единственная улица Мещанского района, которая выходит за Третье транспортное кольцо.

## Происхождение названия
Название возникло в XIX веке: вблизи проходила трасса Мытищинского водопровода. Часть переулка — бывшая Водопроводная улица.

## Расположение
Водопроводный переулок является продолжением Большой Переяславской улицы после пересечения её под Рижской эстакадой Третьего транспортного кольца, он проходит на северо-запад вдоль железнодорожных путей, где находятся железнодорожные станции «Рижская» Октябрьской железной дороги и «Ржевская» Алексеевской соединительной линии. Слева от переулка находится Рижский рынок. На него есть съезд с проспекта Мира (по направлению из центра), затем переулок проходит под Крестовским мостом и выходит к Рижской площади, здесь же есть съезд на переулок с проспекта Мира.

## Учреждения и организации
- Дом 2 — экспериментальный творческо-производственный комбинат «Русский Сувенир»;
- Дом 5 — гостиница Рижского рынка.

## См.также
- Ростокинский акведук
- Рижский рынок
- Крестовский мост
- 2-я Мытищинская улица